# Alexander Kohut
Alexander Kohut, född 22 april 1842 i Kiskunfélegyháza, död 25 maj 1894 i New York, var en judisk talmudforskare.
Alexander Kohut var född i Ungern och verkade som rabbin i New York. Han utgav Natan ben Jechiels talmudlexikon Aruch från 1000-talet under titeln Aruch completum.